# Chromogobius britoi
Chromogobius britoi es una especie de peces de la familia de los Gobiidae en el orden de los Perciformes.

## Hábitat
Es un pez de clima tropical y demersal que vive entre 6-65 m de profundidad.

## Distribución geográfica
Se encuentra en el Atlántico oriental: Madeira e Islas Canarias. 

## Observaciones
Es inofensivo para los humanos. 